# Championnat d'Espagne de basket-ball 2017-2018
Navigation
2016-2017 2018-2019
La saison 2017-2018 de Liga Endesa est la trente-cinquième édition du championnat d'Espagne de basket-ball également connu sous le nom de Liga ACB.

## Formule de la compétition
Dix-huit équipes s'affrontent sous forme de matchs aller-retour lors de la saison régulière, de septembre 2017 à mai 2018. Chaque équipe dispute en conséquence trente-quatre matchs, dont dix-sept à domicile et dix-sept à l'extérieur. Un classement est établi après chaque journée, se basant sur le ratio entre le nombre de victoires et le nombre de matchs joués.
Au terme de la phase aller, les équipes classées de la première à la huitième place sont qualifiées pour la Coupe du Roi. Il est cependant possible que le huitième du championnat ne soit pas qualifié, une place étant réservée pour l'équipe organisatrice. Cette compétition à élimination directe se déroule durant le mois de février 2018. 
À l'issue de la saison régulière, les huit premières équipes sont qualifiées pour les playoffs. Cette compétition comprend successivement des quarts de finale au meilleur des trois manches, puis des demi-finales et une finale au meilleur des cinq manches. Le vainqueur des playoffs est désigné champion d'Espagne.

## Clubs participants
Les seize premiers de la saison 2016-2017 de Liga Endesa, le premier de la saison régulière ainsi que le vainqueur des playoffs d'accession du championnat d'Espagne de LEB Oro 2016-2017 sont engagés dans la compétition.
| Club                    | Dernière montée | Classement 2016-2017 | Entraîneur                                        | Depuis | Salle                                                           | Capacité théorique |
| ----------------------- | --------------- | -------------------- | ------------------------------------------------- | ------ | --------------------------------------------------------------- | ------------------ |
| Real Madrid             | 1983            | 1er                  | Pablo Laso                                        | 2011   | Palais des sports (Madrid)                                      | 13 109             |
| Saski Baskonia          | 1983            | 2e                   | Pablo Prigioni Pedro Martínez                     | 2017   | Fernando Buesa Arena (Vitoria-Gasteiz)                          | 15 504             |
| Valence                 | 1996            | 3e                   | Txus Vidorreta                                    | 2017   | Pavelló Municipal Font de Sant Lluís (Valence)                  | 9 000              |
| Unicaja Málaga          | 1992            | 4e                   | Joan Plaza                                        | 2013   | Palacio de Deportes José María Martín Carpena (Malaga)          | 10 642             |
| Iberostar Tenerife      | 2012            | 5e                   | Nenad Marković Fótis Katsikáris                   | 2017   | Pabellón Insular Santiago Martín (San Cristóbal de La Laguna)   | 5 000              |
| FC Barcelone            | 1983            | 6e                   | Sito Alonso Svetislav Pešić                       | 2018   | Palau Blaugrana (Barcelone)                                     | 7 585              |
| Gran Canaria            | 1995            | 7e                   | Luis Casimiro                                     | 2016   | Gran Canaria Arena (Las Palmas)                                 | 9 870              |
| MoraBanc Andorra        | 2014            | 8e                   | Joan Peñarroya                                    | 2010   | Poliesportiu d'Andorra (Andorre-la-Vieille)                     | 5 000              |
| CB Murcie               | 2011            | 9e                   | Ibon Navarro                                      | 2017   | Palacio de Deportes de Murcia (Murcie)                          | 7 454              |
| RETAbet Bilbao          | 2004            | 10e                  | Carles Durán Veljko Mršić Jaka Lakovič            | 2018   | Bilbao Arena (Bilbao)                                           | 10 014             |
| Estudiantes Madrid      | 1983            | 11e                  | Salva Maldonado                                   | 2016   | Palais des sports (Madrid)                                      | 13 109             |
| Baloncesto Fuenlabrada  | 2005            | 12e                  | Néstor García                                     | 2017   | Polideportivo Fernando Martín (Fuenlabrada)                     | 5 700              |
| Obradoiro CAB           | 2011            | 13e                  | Moncho Fernández                                  | 2010   | Pavillón Multiusos Fontes do Sar (Saint-Jacques-de-Compostelle) | 6 666              |
| Divina Seguros Joventut | 1983            | 14e                  | Diego Ocampo Carles Durán                         | 2018   | Pavillon olympique de Badalone (Badalone)                       | 12 760             |
| Casademont Saragosse    | 2010            | 15e                  | Jota Cuspinera Josep Cargol                       | 2018   | Pavillon Príncipe Felipe (Saragosse)                            | 10 744             |
| Real Betis              | 1989            | 16e                  | Alejandro Martínez Óscar Quintana Javier Carrasco | 2018   | Palacio Municipal de Deportes San Pablo (Séville)               | 7 626              |
| Delteco GBC             | 2017            | 1er (LEB Oro)        | Porfirio Fisac                                    | 2015   | Plaza de Toros de Illumbe (Saint-Sébastien)                     | 11 000             |
| San Pablo Burgos        | 2017            | 3e (LEB Oro)         | Diego Epifanio                                    | 2015   | Coliseum Burgos (Burgos)                                        | 9 500              |

Légende :
- Champion en titre
- Vice-champion en titre
- Promu de LEB Oro 2016-2017
- barré : remplacé en cours de saison

## Saison régulière

### Classement
| \| FC Barcelone Baskonia Burgos Estudiantes Madrid Fuenlabrada Joventut Delteco GBC CB Murcie Obradoiro Real Madrid Unicaja Málaga Valence Saragosse Andorra Bilbao Real Betis \| Localisation des clubs engagés se trouvant · en Espagne. |
| FC Barcelone Baskonia Burgos Estudiantes Madrid Fuenlabrada Joventut Delteco GBC CB Murcie Obradoiro Real Madrid Unicaja Málaga Valence Saragosse Andorra Bilbao Real Betis                                                                |

| \| Iberostar Tenerife Gran Canaria \| Localisation des clubs engagés · se trouvant sur les Îles Canaries. |
| Iberostar Tenerife Gran Canaria                                                                           |

| Rang | Équipe                  | %  | J  | G  | P  | Pp   | Pc   | GA   |
| ---- | ----------------------- | -- | -- | -- | -- | ---- | ---- | ---- |
| 1    | Real Madrid F C         | 88 | 34 | 30 | 4  | 3052 | 2678 | 374  |
| 2    | Saski Baskonia          | 74 | 34 | 25 | 9  | 2946 | 2668 | 278  |
| 3    | FC Barcelone            | 71 | 34 | 24 | 10 | 3030 | 2691 | 339  |
| 4    | Valence BC T            | 65 | 34 | 22 | 12 | 2809 | 2582 | 227  |
| 5    | Gran Canaria            | 59 | 34 | 20 | 14 | 2851 | 2780 | 71   |
| 6    | MoraBanc Andorra        | 56 | 34 | 19 | 15 | 2898 | 2787 | 111  |
| 7    | Unicaja Málaga          | 56 | 34 | 19 | 15 | 2778 | 2631 | 147  |
| 8    | Iberostar Tenerife      | 56 | 34 | 19 | 15 | 2684 | 2614 | 70   |
| 9    | Baloncesto Fuenlabrada  | 50 | 34 | 17 | 17 | 2641 | 2806 | -165 |
| 10   | CB Murcie               | 50 | 34 | 17 | 17 | 2624 | 2589 | 35   |
| 11   | Estudiantes Madrid      | 50 | 34 | 17 | 27 | 2861 | 2892 | -31  |
| 12   | Obradoiro CAB           | 41 | 34 | 14 | 20 | 2650 | 2742 | -92  |
| 13   | Delteco GBC P           | 38 | 34 | 13 | 21 | 2742 | 2854 | -112 |
| 14   | San Pablo Burgos P      | 38 | 34 | 13 | 21 | 2775 | 2961 | -186 |
| 15   | Divina Seguros Joventut | 35 | 34 | 12 | 22 | 2709 | 2831 | -122 |
| 16   | Casademont Saragosse    | 29 | 34 | 10 | 24 | 2780 | 3006 | -226 |
| 17   | RETAbet Bilbao          | 24 | 34 | 8  | 26 | 2592 | 2843 | -251 |
| 18   | Real Betis              | 21 | 34 | 7  | 27 | 2629 | 3096 | -467 |

Légende :
- Qualification pour les playoffs
- Relégation en LEB Oro
- T : Tenant du titre
- F : Finaliste de Liga Endesa 2016-2017
- P : Promu de LEB Oro 2016-2017
- C : Vainqueur de la Coupe du Roi 2017

### Confrontations
| Résultats (dom.\ext.)                                              | BAL     | CAS    | CBM    | DEL    | DIV    | EST     | FCB     | GRA   | IBE    | MOR     | OBR    | BET    | REA    | BIL   | SAN    | SAS    | UNI    | VAL   |
| Baloncesto Fuenlabrada                                             |         | 88-82  | 88-86  | 84-70  | 83-78  | 87-81   | 75-93   | 66-86 | 79-68  | 77-85   | 65-73  | 91-94  | 75-90  | 82-68 | 69-79  | 80-75  | 77-69  | 61-76 |
| Casademont Saragosse                                               | 102-108 |        | 73-77  | 97-73  | 86-92  | 102-97  | 86-99   | 95-99 | 89-77  | 95-78   | 93-87  | 81-78  | 81-96  | 81-61 | 73-79  | 74-98  | 77-102 | 74-97 |
| CB Murcie                                                          | 82-62   | 84-73  |        | 83-69  | 75-92  | 71-77   | 55-61   | 84-78 | 74-72  | 81-77   | 60-62  | 63-70  | 61-63  | 82-71 | 67-64  | 78-67  | 64-74  | 91-93 |
| Delteco GBC                                                        | 81-76   | 94-99  | 67-69  |        | 92-87  | 101-91  | 77-101  | 80-87 | 89-70  | 60-64   | 107-99 | 94-60  | 84-98  | 87-91 | 63-71  | 72-84  | 71-63  | 77-95 |
| Divina Seguros Joventut                                            | 95-87   | 94-83  | 62-71  | 76-67  |        | 93-96   | 72-74   | 92-91 | 73-76  | 103-101 | 62-63  | 81-76  | 66-84  | 84-56 | 81-88  | 61-75  | 85-78  | 77-75 |
| Estudiantes Madrid                                                 | 69-71   | 84-74  | 79-91  | 75-92  | 101-94 |         | 80-70   | 88-75 | 97-92  | 81-72   | 95-67  | 89-83  | 75-92  | 96-84 | 100-76 | 87-89  | 57-72  | 73-71 |
| FC Barcelone                                                       | 101-74  | 100-84 | 94-97  | 89-74  | 91-79  | 95-100  |         | 77-88 | 91-93  | 94-70   | 102-58 | 121-56 | 94-72  | 90-58 | 111-81 | 87-82  | 73-76  | 79-74 |
| Gran Canaria                                                       | 87-65   | 90-70  | 83-71  | 84-76  | 94-69  | 99-95   | 77-93   |       | 68-76  | 99-95   | 82-64  | 83-90  | 88-78  | 90-85 | 87-80  | 100-82 | 76-55  | 87-78 |
| Iberostar Tenerife                                                 | 83-75   | 100-94 | 84-78  | 88-92  | 77-75  | 77-59   | 86-81   | 92-71 |        | 69-78   | 73-69  | 87-70  | 74-84  | 83-69 | 84-76  | 86-74  | 81-77  | 67-70 |
| MoraBanc Andorra                                                   | 94-95   | 100-77 | 90-70  | 94-81  | 88-81  | 78-65   | 102-92  | 78-76 | 58-48  |         | 93-96  | 96-68  | 89-87  | 99-91 | 91-99  | 94-97  | 66-60  | 87-69 |
| Obradoiro CAB                                                      | 78-81   | 80-74  | 70-68  | 69-72  | 77-68  | 112-116 | 73-76   | 79-65 | 75-64  | 65-77   |        | 89-70  | 93-102 | 70-69 | 94-69  | 77-83  | 91-97  | 96-77 |
| Real Betis Baloncesto                                              | 70-73   | 70-67  | 87-102 | 88-94  | 86-81  | 81-90   | 82-89   | 76-77 | 62-109 | 89-100  | 83-77  |        | 63-98  | 86-94 | 96-101 | 62-106 | 89-88  | 80-90 |
| Real Madrid                                                        | 100-72  | 93-65  | 87-85  | 87-75  | 87-70  | 96-89   | 80-84   | 96-72 | 89-76  | 94-88   | 78-65  | 104-89 |        | 95-65 | 96-81  | 101-89 | 99-85  | 83-71 |
| RETAbet Bilbao                                                     | 77-83   | 77-72  | 73-82  | 71-74  | 99-74  | 87-77   | 83-104  | 92-78 | 67-74  | 72-82   | 74-84  | 93-79  | 80-87  |       | 62-78  | 74-78  | 70-67  | 77-81 |
| San Pablo Burgos                                                   | 69-71   | 96-88  | 89-86  | 76-99  | 79-80  | 72-87   | 101-103 | 89-98 | 65-81  | 92-86   | 86-77  | 92-88  | 95-100 | 90-86 |        | 76-100 | 78-85  | 76-90 |
| Saski Baskonia                                                     | 95-63   | 73-78  | 87-85  | 88-86  | 87-77  | 94-76   | 96-72   | 91-66 | 100-94 | 88-75   | 85-78  | 94-70  | 69-81  | 94-71 | 102-82 |        | 96-78  | 78-74 |
| Unicaja Málaga                                                     | 82-86   | 82-83  | 78-67  | 114-88 | 86-74  | 89-70   | 80-78   | 94-87 | 72-62  | 87-86   | 96-76  | 99-71  | 88-89  | 93-78 | 93-72  | 72-73  |        | 74-67 |
| Valence BC                                                         | 88-72   | 103-58 | 73-84  | 86-64  | 102-81 | 93-69   | 70-71   | 89-83 | 74-61  | 89-87   | 80-67  | 103-67 | 82-86  | 87-67 | 87-78  | 81-77  | 74-73  |       |
| - Victoire à domicile - Victoire à l'extérieur - Match non disputé |         |        |        |        |        |         |         |       |        |         |        |        |        |       |        |        |        |       |

### Évolution du classement
| Journées →             | 1  | 2  | 3  | 4  | 5  | 6  | 7  | 8  | 9  | 10 | 11 | 12 | 13 | 14 | 15 | 16 | 17 | 18 | 19 | 20 | 21 | 22 | 23 | 24 | 25 | 26 | 27 | 28 | 29 | 30 | 31 | 32 | 33 | 34 | PO | Rel. |
|                        |    |    |    |    |    |    |    |    |    |    |    |    |    |    |    |    |    |    |    |    |    |    |    |    |    |    |    |    |    |    |    |    |    |    |    |      |
| ---------------------- | -- | -- | -- | -- | -- | -- | -- | -- | -- | -- | -- | -- | -- | -- | -- | -- | -- | -- | -- | -- | -- | -- | -- | -- | -- | -- | -- | -- | -- | -- | -- | -- | -- | -- | -- | ---- |
| Real Madrid            | 6  | 5  | 1  | 2  | 1  | 1  | 1  | 1  | 1  | 1  | 1  | 1  | 1  | 1  | 1  | 1  | 1  | 1  | 1  | 1  | 1  | 1  | 1  | 1  | 1  | 1  | 1  | 1  | 1  | 1  | 1  | 1  | 1  | 1  | 34 |      |
| Saski Baskonia         | 11 | 9  | 10 | 14 | 11 | 13 | 12 | 10 | 7  | 7  | 5  | 5  | 5  | 5  | 5  | 7  | 6  | 5  | 5  | 3  | 4  | 4  | 4  | 2  | 2  | 2  | 2  | 2  | 2  | 2  | 2  | 2  | 2  | 2  | 26 |      |
| FC Barcelone           | 8  | 7  | 2  | 1  | 3  | 4  | 3  | 3  | 2  | 2  | 2  | 3  | 2  | 3  | 4  | 2  | 2  | 2  | 3  | 3  | 3  | 3  | 3  | 3  | 3  | 3  | 3  | 3  | 3  | 3  | 3  | 3  | 3  | 3  | 34 |      |
| Valence BC             | 3  | 2  | 4  | 6  | 6  | 2  | 2  | 2  | 3  | 3  | 3  | 2  | 3  | 3  | 4  | 3  | 2  | 3  | 2  | 2  | 3  | 3  | 3  | 4  | 4  | 4  | 4  | 4  | 4  | 4  | 4  | 4  | 4  | 4  | 34 |      |
| Gran Canaria           | 5  | 6  | 3  | 5  | 4  | 6  | 4  | 6  | 6  | 6  | 6  | 6  | 6  | 7  | 6  | 6  | 9  | 7  | 7  | 6  | 6  | 6  | 8  | 5  | 5  | 7  | 8  | 6  | 7  | 6  | 5  | 5  | 5  | 5  | 33 |      |
| MoraBanc Andorra       | 12 | 13 | 15 | 13 | 14 | 14 | 16 | 15 | 9  | 12 | 10 | 10 | 10 | 9  | 9  | 10 | 10 | 10 | 9  | 8  | 8  | 8  | 7  | 8  | 6  | 6  | 6  | 7  | 6  | 7  | 7  | 7  | 7  | 6  | 15 |      |
| Unicaja Málaga         | 4  | 1  | 7  | 4  | 7  | 5  | 7  | 7  | 8  | 8  | 8  | 9  | 9  | 8  | 7  | 5  | 5  | 4  | 4  | 5  | 5  | 5  | 6  | 7  | 8  | 5  | 5  | 5  | 5  | 5  | 6  | 6  | 6  | 7  | 32 |      |
| Iberostar Tenerife     | 1  | 3  | 8  | 7  | 5  | 7  | 8  | 9  | 12 | 9  | 9  | 7  | 7  | 6  | 8  | 8  | 7  | 8  | 8  | 9  | 9  | 9  | 9  | 9  | 9  | 9  | 10 | 10 | 10 | 8  | 8  | 8  | 8  | 8  | 20 |      |
| Baloncesto Fuenlabrada | 2  | 4  | 5  | 3  | 2  | 3  | 5  | 5  | 5  | 5  | 4  | 3  | 2  | 4  | 3  | 4  | 4  | 6  | 6  | 7  | 7  | 7  | 5  | 6  | 7  | 8  | 9  | 9  | 9  | 10 | 10 | 10 | 10 | 9  | 26 |      |
| CB Murcie              | 16 | 15 | 11 | 10 | 12 | 9  | 11 | 13 | 11 | 10 | 11 | 11 | 11 | 10 | 10 | 9  | 8  | 9  | 10 | 11 | 11 | 10 | 11 | 10 | 10 | 10 | 7  | 8  | 8  | 9  | 9  | 9  | 9  | 10 | 4  |      |
| Estudiantes Madrid     | 9  | 12 | 14 | 12 | 9  | 11 | 9  | 11 | 13 | 14 | 12 | 13 | 12 | 12 | 13 | 12 | 13 | 13 | 13 | 12 | 13 | 13 | 13 | 13 | 11 | 11 | 11 | 11 | 11 | 11 | 11 | 11 | 11 | 11 |    |      |
| Obradoiro CAB          | 7  | 10 | 9  | 11 | 8  | 8  | 6  | 4  | 4  | 4  | 7  | 8  | 8  | 11 | 11 | 13 | 11 | 11 | 11 | 10 | 10 | 11 | 10 | 11 | 12 | 12 | 13 | 13 | 13 | 13 | 12 | 12 | 12 | 12 | 10 |      |
| Delteco GBC            | 14 | 8  | 6  | 8  | 10 | 12 | 15 | 12 | 15 | 11 | 13 | 14 | 13 | 13 | 12 | 11 | 12 | 12 | 12 | 13 | 12 | 12 | 12 | 12 | 13 | 13 | 12 | 12 | 12 | 12 | 13 | 13 | 13 | 13 | 3  |      |
| San Pablo Burgos       | 18 | 17 | 18 | 18 | 18 | 18 | 18 | 17 | 17 | 17 | 17 | 17 | 17 | 18 | 17 | 16 | 15 | 15 | 16 | 16 | 16 | 16 | 16 | 16 | 16 | 15 | 14 | 14 | 14 | 14 | 14 | 14 | 14 | 14 |    | 15   |
| DS Joventut            | 10 | 11 | 13 | 15 | 16 | 16 | 14 | 16 | 14 | 15 | 15 | 12 | 14 | 16 | 16 | 17 | 17 | 17 | 17 | 17 | 18 | 18 | 18 | 18 | 18 | 18 | 18 | 17 | 15 | 15 | 15 | 15 | 15 | 15 |    | 13   |
| Casademont Saragosse   | 13 | 14 | 16 | 16 | 15 | 15 | 10 | 8  | 10 | 13 | 14 | 15 | 15 | 15 | 14 | 15 | 16 | 16 | 14 | 14 | 14 | 14 | 14 | 14 | 14 | 14 | 15 | 15 | 16 | 16 | 16 | 16 | 16 | 16 | 1  |      |
| RETAbet Bilbao         | 17 | 16 | 12 | 9  | 13 | 10 | 13 | 14 | 16 | 16 | 16 | 16 | 16 | 14 | 15 | 14 | 14 | 14 | 15 | 15 | 15 | 15 | 15 | 15 | 15 | 16 | 16 | 16 | 17 | 17 | 17 | 17 | 17 | 17 |    | 7    |
| Real Betis             | 15 | 18 | 17 | 17 | 17 | 17 | 17 | 18 | 18 | 18 | 18 | 18 | 18 | 17 | 18 | 18 | 18 | 18 | 18 | 18 | 17 | 17 | 17 | 17 | 17 | 17 | 17 | 18 | 18 | 18 | 18 | 18 | 18 | 18 |    | 33   |

- Leader du championnat
- Qualification en playoffs
- Relégation

### Leaders statistiques
Les leaders statistiques à l'issue de la saison régulière sont les suivants :
| Joueur            | Club                   | Moyenne |
| ----------------- | ---------------------- | ------- |
| Gary Neal         | Casademont Saragosse   | 20,6    |
| Sylven Landesberg | Estudiantes Madrid     | 20,1    |
| Tornike Shengelia | Saski Baskonia         | 16,1    |
| Matt Thomas       | Obradoiro CAB          | 15,4    |
| Marko Popović     | Baloncesto Fuenlabrada | 15,2    |

| Joueurs         | Club             | Moyenne |
| --------------- | ---------------- | ------- |
| Deon Thompson   | San Pablo Burgos | 6,74    |
| Henk Norel      | Delteco GBC      | 6,73    |
| Walter Tavares  | Real Madrid      | 6,41    |
| Bojan Dubljević | Valence BC       | 6,36    |
| O. D. Anosike   | Real Betis       | 6,32    |

| Joueur           | Club               | Moyenne |
| ---------------- | ------------------ | ------- |
| Walter Tavares   | Real Madrid        | 2,15    |
| Artem Pustovyi   | Obradoiro CAB      | 1,94    |
| Alec Brown       | Estudiantes Madrid | 1,00    |
| Mickell Gladness | RETAbet Bilbao     | 0,97    |
| Ryan Kelly       | Real Betis         | 0,94    |

| Joueur         | Club               | Moyenne |
| -------------- | ------------------ | ------- |
| Omar Cook      | Estudiantes Madrid | 6,76    |
| Thomas Heurtel | FC Barcelone       | 6,64    |
| Jayson Granger | Saski Baskonia     | 5,20    |
| Luka Dončić    | Real Madrid        | 4,96    |
| Andrew Albicy  | MoraBanc Andorra   | 4,58    |

| Joueur           | Club                    | Moyenne |
| ---------------- | ----------------------- | ------- |
| Facundo Campazzo | Real Madrid             | 1,79    |
| Jaime Fernández  | MoraBanc Andorra        | 1,29    |
| Ádám Hanga       | FC Barcelone            | 1,23    |
| Víctor Claver    | FC Barcelone            | 1,23    |
| Patrick Richard  | Divina Seguros Joventut | 1,21    |

| Joueur            | Club                 | Moyenne |
| ----------------- | -------------------- | ------- |
| Henk Norel        | Delteco GBC          | 19,5    |
| Luka Dončić       | Real Madrid          | 19,3    |
| Tornike Shengelia | Saski Baskonia       | 19,3    |
| Gary Neal         | Casademont Saragosse | 19,2    |
| Mateusz Ponitka   | Iberostar Tenerife   | 18,6    |

### Équipes des meilleurs joueurs
Les deux équipes composées des meilleurs joueurs à l'issue de la saison régulière sont les suivantes, :
| Pos.        | Première équipe   | Première équipe      | Deuxième équipe  | Deuxième équipe    |
| Pos.        | Joueur            | Club                 | Joueur           | Club               |
| ----------- | ----------------- | -------------------- | ---------------- | ------------------ |
| Meneur      | Luka Dončić       | Real Madrid          | Facundo Campazzo | Real Madrid        |
| Arrière     | Gary Neal         | Casademont Saragosse | Thomas Heurtel   | FC Barcelone       |
| Ailier      | Sylven Landesberg | Estudiantes Madrid   | Mateusz Ponitka  | Iberostar Tenerife |
| Ailier fort | Tornike Shengelia | Saski Baskonia       | Bojan Dubljević  | Valence BC         |
| Pivot       | Henk Norel        | Delteco GBC          | Ante Tomić       | FC Barcelone       |

### Équipe des meilleurs jeunes
L'équipe composée des meilleurs jeunes à l'issue de la saison régulière est la suivante :
| Pos.        | Joueur                 | Club                            |
| ----------- | ---------------------- | ------------------------------- |
| Meneur      | Luka Dončić            | Real Madrid                     |
| Arrière     | Sergi García           | Casademont Saragosse Valence BC |
| Ailier      | Xabier López-Arostegui | Divina Seguros Joventut         |
| Ailier fort | Jonathan Barreiro      | Casademont Saragosse            |
| Pivot       | Simon Birgander        | Divina Seguros Joventut         |

## Playoffs

### Tableau
|  | Quarts de finale | Quarts de finale   | Quarts de finale | Quarts de finale | Quarts de finale |    |    | Demi-finales   | Demi-finales | Demi-finales | Demi-finales | Demi-finales | Demi-finales | Demi-finales |  |  | Finale | Finale      | Finale | Finale | Finale | Finale | Finale |
|  |                  |                    |                  |                  |                  |    |    |                |              |              |              |              |              |              |  |  |        |             |        |        |        |        |        |
|  | 1                | Real Madrid        | 83               | 84               | -                |    |    |                |              |              |              |              |              |              |  |  |        |             |        |        |        |        |        |
|  | 8                | Iberostar Tenerife | 73               | 75               | -                |    |    |                |              |              |              |              |              |              |  |  |        |             |        |        |        |        |        |
|  | 8                | Iberostar Tenerife | 73               | 75               | -                |    | 1  | Real Madrid    | 88           | 92           | 99           | -            | -            |              |  |  |        |             |        |        |        |        |        |
|  |                  |                    |                  |                  |                  |    | 1  | Real Madrid    | 88           | 92           | 99           | -            | -            |              |  |  |        |             |        |        |        |        |        |
|  |                  | 5                  | Gran Canaria     | 70               | 83               | 92 | -  | -              |              |              |              |              |              |              |  |  |        |             |        |        |        |        |        |
|  | 4                | 5                  | Gran Canaria     | 70               | 83               | 92 | -  | -              | Valence      | 71           | 70           | 89           |              |              |  |  |        |             |        |        |        |        |        |
|  | 4                |                    |                  |                  |                  |    |    |                | Valence      | 71           | 70           | 89           |              |              |  |  |        |             |        |        |        |        |        |
|  | 5                | Gran Canaria       | 56               | 97               | 92               |    |    |                |              |              |              |              |              |              |  |  |        |             |        |        |        |        |        |
|  |                  |                    |                  |                  |                  |    |    |                |              |              |              |              |              |              |  |  | 1      | Real Madrid | 90     | 98     | 83     | 96     | -      |
|  |                  | 2                  | Saski Baskonia   | 94               | 91               | 78 | 85 | -              |              |              |              |              |              |              |  |  |        |             |        |        |        |        |        |
|  | 2                | Saski Baskonia     | 87               | 80               | -                |    |    |                |              |              |              |              |              |              |  |  |        |             |        |        |        |        |        |
|  | 7                | Unicaja Málaga     | 70               | 64               | -                |    |    |                |              |              |              |              |              |              |  |  |        |             |        |        |        |        |        |
|  | 7                | Unicaja Málaga     | 70               | 64               | -                |    | 2  | Saski Baskonia | 86           | 85           | 65           | 88           | -            |              |  |  |        |             |        |        |        |        |        |
|  |                  |                    |                  |                  |                  |    | 2  | Saski Baskonia | 86           | 85           | 65           | 88           | -            |              |  |  |        |             |        |        |        |        |        |
|  |                  | 3                  | FC Barcelone     | 61               | 79               | 67 | 82 | -              |              |              |              |              |              |              |  |  |        |             |        |        |        |        |        |
|  | 3                | 3                  | FC Barcelone     | 61               | 79               | 67 | 82 | -              | FC Barcelone | 76           | 85           | 91           |              |              |  |  |        |             |        |        |        |        |        |
|  | 3                |                    |                  |                  |                  |    |    |                | FC Barcelone | 76           | 85           | 91           |              |              |  |  |        |             |        |        |        |        |        |
|  | 6                | MoraBanc Andorra   | 94               | 81               | 71               |    |    |                |              |              |              |              |              |              |  |  |        |             |        |        |        |        |        |

### Classement final
| Rang | Équipe                  | %  | J  | G  | P  | Résultat                                                          |
| ---- | ----------------------- | -- | -- | -- | -- | ----------------------------------------------------------------- |
| 1    | Real Madrid Ch          | 88 | 43 | 38 | 5  | Qualifié pour l'EuroLigue                                         |
| 2    | Saski Baskonia          | 70 | 44 | 31 | 13 | Qualifié pour l'EuroLigue                                         |
| 3    | FC Barcelone            | 66 | 41 | 27 | 14 | Qualifié pour l'EuroLigue                                         |
| 4    | Gran Canaria            | 55 | 40 | 22 | 18 | Qualifié pour l'EuroLigue                                         |
| 5    | Valence BC              | 62 | 37 | 23 | 14 | Qualifié pour l'EuroCoupe                                         |
| 6    | MoraBanc Andorra        | 54 | 37 | 20 | 17 | Qualifié pour l'EuroCoupe                                         |
| 7    | Unicaja Málaga          | 53 | 36 | 19 | 17 | Qualifié pour l'EuroCoupe                                         |
| 8    | Iberostar Tenerife      | 53 | 36 | 19 | 17 | Qualifié pour la saison régulière de Ligue des champions          |
| 9    | Baloncesto Fuenlabrada  | 50 | 34 | 17 | 17 | Qualifié pour la saison régulière de Ligue des champions          |
| 10   | CB Murcie               | 50 | 34 | 17 | 17 | Qualifié pour le 3e tour de qualification de Ligue des champions  |
| 11   | Estudiantes Madrid      | 50 | 34 | 17 | 17 | Qualifié pour le 1er tour de qualification de Ligue des champions |
| 12   | Obradoiro CAB           | 41 | 34 | 14 | 20 |                                                                   |
| 13   | Delteco GBC             | 38 | 34 | 13 | 21 |                                                                   |
| 14   | San Pablo Burgos        | 38 | 34 | 13 | 21 |                                                                   |
| 15   | Divina Seguros Joventut | 35 | 34 | 12 | 22 |                                                                   |
| 16   | Casademont Saragosse    | 29 | 34 | 10 | 24 |                                                                   |
| 17   | RETAbet Bilbao R        | 24 | 34 | 8  | 26 | Relégué en LEB Oro                                                |
| 18   | Real Betis R            | 21 | 34 | 7  | 27 | Relégué en LEB Oro                                                |

## Récompenses individuelles

### Trophées
| Meilleur joueur (MVP) de la saison régulière - Luka Dončić (Real Madrid) Meilleur joueur (MVP) des finales de playoffs - Rudy Fernández (Real Madrid) Meilleur marqueur - Gary Neal (Casademont Saragosse) | Meilleur entraîneur - Pablo Laso (Real Madrid) Meilleur jeune - Luka Dončić (Real Madrid) Joueur le plus spectaculaire - Christian Eyenga (Baloncesto Fuenlabrada) |

### MVP par mois de la saison régulière
| Mois     | Joueur               | Équipe                   | Évaluation |
| -------- | -------------------- | ------------------------ | ---------- |
| Octobre  | Henk Norel           | Delteco GBC              | 24,2       |
| Novembre | Gary Neal            | Casademont Saragosse     | 22,0       |
| Décembre | Luka Dončić          | Real Madrid              | 24,0       |
| Janvier  | Clevin Hannah        | CB Murcie                | 21,0       |
| Février  | Gary Neal (2)        | Casademont Saragosse (2) | 39,0       |
| Mars     | Ante Tomić           | FC Barcelone             | 23,8       |
| Avril    | Gary Neal (3)        | Casademont Saragosse (3) | 23,8       |
| Mai      | Nicolás Laprovíttola | Divina Seguros Joventut  | 22,0       |

### MVP par journée de la saison régulière
| Journée | Joueur                   | Équipe                      | Évaluation |
| ------- | ------------------------ | --------------------------- | ---------- |
| 1       | Sylven Landesberg        | Estudiantes Madrid          | 33         |
| 2       | Henk Norel               | Delteco GBC                 | 36         |
| 3       | Henk Norel (2)           | Delteco GBC (2)             | 30         |
| 4       | Mateusz Ponitka          | Iberostar Tenerife          | 34         |
| 5       | Tornike Shengelia        | Saski Baskonia              | 33         |
| 6       | Dejan Todorović          | RETAbet Bilbao              | 28         |
| 7       | Felipe Reyes             | Real Madrid                 | 26         |
| 7       | Nik Caner-Medley         | Estudiantes Madrid (2)      | 26         |
| 8       | Gary Neal                | Casademont Saragosse        | 32         |
| 9       | Nemanja Radović          | Obradoiro CAB               | 29         |
| 10      | Fernando San Emeterio    | Valence BC                  | 42         |
| 11      | Mateusz Ponitka (2)      | Iberostar Tenerife (2)      | 38         |
| 12      | Rafa Martínez            | Valence BC (2)              | 26         |
| 12      | Dejan Todorović (2)      | RETAbet Bilbao (2)          | 26         |
| 13      | Ryan Kelly               | Real Betis                  | 29         |
| 14      | Luka Dončić              | Real Madrid (2)             | 33         |
| 15      | Nikola Dragović          | Casademont Saragosse (2)    | 33         |
| 16      | Deon Thompson            | San Pablo Burgos            | 31         |
| 17      | Tornike Shengelia (2)    | Saski Baskonia (2)          | 34         |
| 18      | Kenny Chery              | Delteco GBC (3)             | 28         |
| 19      | Gary Neal (2)            | Casademont Saragosse (3)    | 33         |
| 20      | Gary Neal (3)            | Casademont Saragosse (4)    | 45         |
| 21      | Walter Tavares           | Real Madrid (3)             | 27         |
| 22      | Nemanja Nedović          | Unicaja Málaga              | 37         |
| 23      | Thomas Heurtel           | FC Barcelone                | 37         |
| 24      | Ante Tomić               | FC Barcelone (2)            | 35         |
| 25      | Sylven Landesberg (2)    | Estudiantes Madrid (3)      | 52         |
| 26      | Petteri Koponen          | FC Barcelone (3)            | 30         |
| 27      | Lucio Redivo             | RETAbet Bilbao (3)          | 38         |
| 28      | Nicolás Laprovíttola     | Divina Seguros Joventut     | 31         |
| 29      | Rudy Fernández           | Real Madrid (4)             | 28         |
| 30      | Tornike Shengelia (3)    | Saski Baskonia (3)          | 41         |
| 31      | Nicolás Laprovíttola (2) | Divina Seguros Joventut (2) | 34         |
| 32      | Gary Neal (4)            | Casademont Saragosse (5)    | 39         |
| 33      | Luka Dončić (2)          | Real Madrid (5)             | 42         |
| 34      | Ferrán Bassas            | Iberostar Tenerife (3)      | 33         |

## Clubs engagés en Coupe d'Europe

### EuroLigue
| Équipe         | Saison régulière | Saison régulière | Playoffs      | Playoffs       | Bilan général  |
| Équipe         | Résultat         | Vic-Déf (%Vic)   | Résultat      | Vic-Déf (%Vic) | Vic-Déf (%Vic) |
| -------------- | ---------------- | ---------------- | ------------- | -------------- | -------------- |
| Real Madrid    | 5e               | 19-11 (63%)      | Champion      | 5-1 (83%)      | 24-12 (67%)    |
| Saski Baskonia | 7e               | 16-14 (53%)      | 1/4 de finale | 1-3 (25%)      | 17-17 (50%)    |
| Unicaja Málaga | 9e               | 13-17 (43%)      | Non qualifié  | Non qualifié   | 13-17 (43%)    |
| Valence BC     | 11e              | 12-18 (40%)      | Non qualifié  | Non qualifié   | 12-18 (40%)    |
| FC Barcelone   | 13e              | 11-19 (37%)      | Non qualifié  | Non qualifié   | 11-19 (37%)    |

### EuroCoupe
| Équipe           | Saison régulière | Saison régulière | Top 16         | Top 16         | Playoffs      | Playoffs       | Bilan général  |
| Équipe           | Résultat         | Vic-Déf (%Vic)   | Résultat       | Vic-Déf (%Vic) | Résultat      | Vic-Déf (%Vic) | Vic-Déf (%Vic) |
| ---------------- | ---------------- | ---------------- | -------------- | -------------- | ------------- | -------------- | -------------- |
| Gran Canaria     | 4e du groupe D   | 5-5 (50%)        | 2e du groupe E | 4-2 (67%)      | 1/4 de finale | 0-2 (0%)       | 9-9 (50%)      |
| MoraBanc Andorra | 5e du groupe A   | 3-7 (30%)        | Non qualifié   | Non qualifié   | Non qualifié  | Non qualifié   | 3-7 (30%)      |
| RETAbet Bilbao   | 5e du groupe C   | 2-8 (20%)        | Non qualifié   | Non qualifié   | Non qualifié  | Non qualifié   | 2-8 (20%)      |

### Ligue des Champions
| Équipe                  | Qualifications                                | Qualifications                                | Saison régulière                            | Saison régulière                            | Playoffs                                              | Playoffs                                              | Bilan général      |
| Équipe                  | Résultat                                      | Vic-Nul-Déf (%Vic)                            | Résultat                                    | Vic-Déf (%Vic)                              | Stade                                                 | Vic-Nul-Déf (%Vic)                                    | Vic-Nul-Déf (%Vic) |
| ----------------------- | --------------------------------------------- | --------------------------------------------- | ------------------------------------------- | ------------------------------------------- | ----------------------------------------------------- | ----------------------------------------------------- | ------------------ |
| CB Murcie               | Directement qualifié pour la saison régulière | Directement qualifié pour la saison régulière | 4e du groupe A                              | 7-7 (50%)                                   | Troisième                                             | 4-0-2 (67%)                                           | 11-0-9 (55%)       |
| Iberostar Tenerife      | Directement qualifié pour la saison régulière | Directement qualifié pour la saison régulière | 1er du groupe B                             | 12-2 (86%)                                  | 1/8 de finale                                         | 1-0-1 (50%)                                           | 13-0-3 (81%)       |
| Estudiantes Madrid      | Troisième tour                                | 1-1-0 (50%)                                   | 5e du groupe C                              | 8-6 (57%)                                   | Éliminé - Refus d'être reversé en Coupe d'Europe FIBA | Éliminé - Refus d'être reversé en Coupe d'Europe FIBA | 9-1-6 (56%)        |
| Divina Seguros Joventut | Premier tour                                  | 2-1-1 (50%)                                   | Éliminé au deuxième tour des qualifications | Éliminé au deuxième tour des qualifications | Éliminé au deuxième tour des qualifications           | Éliminé au deuxième tour des qualifications           | 2-1-1 (50%)        |

### Coupe d'Europe FIBA
Aucun club espagnol ne participe à cette compétition.